# 깁슨 사막

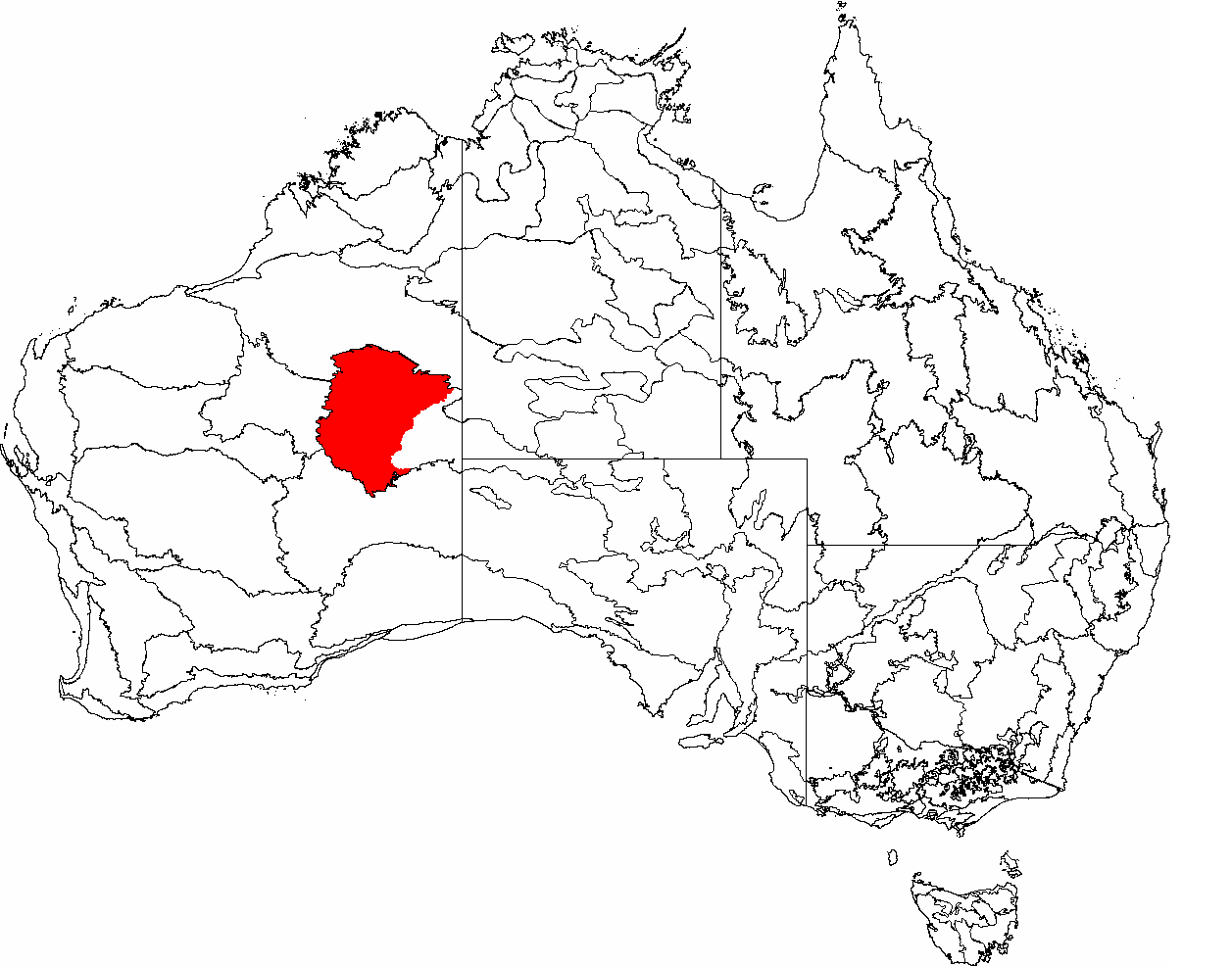
깁슨 사막

깁슨 사막(Gibson Desert)은 오스트레일리아 웨스턴오스트레일리아주에 위치한 사막이다.